# John Gaddum
John Henry Gaddum (Manchester, 31 de marzo de 1900-Cambridge, 30 de junio de 1965), fue un farmacólogo británico.

## Biografía
De 1927 a 1935, trabajó en el Instituto Nacional de investigación Médica en Londres con Henry Dale. Su trabajo ayudó a definir los conceptos de antagonismo y agonismo en los receptores moleculares. Él describe las interacciones particulares entre el LSD y receptores de serotonina.
De 1933 a 1935, Gaddum fue profesor de Farmacología en la Universidad de El Cairo y de 1935 a 1938 en la Universidad de Londres.
Fue también el descubridor de la Sustancia P.

## Literatura adicional
- «Royal Society: Gaddum, Sir John Henry (1900-1965)». AIM25. Archivado desde el original el 9 de julio de 2006. Consultado el 19 de mayo de 2006.
- «Gaddum Papers». The Royal Society. Archivado desde el original el 1 de octubre de 2007. Consultado el 1 de marzo de 2007.

- Datos: Q901919
- Multimedia: John Gaddum / Q901919